# Poa lowanensis
Poa lowanensis är en gräsart som beskrevs av Neville Grant Walsh. Poa lowanensis ingår i släktet gröen, och familjen gräs. Inga underarter finns listade i Catalogue of Life.